# Šajkaš
Šajkaš (cyr. Шајкаш, węg. Sajkászentiván) – wieś w Serbii, w Wojwodinie, w okręgu południowobackim, w gminie Titel. W 2011 roku liczyła 4374 mieszkańców.